# Ouémé
Ouémé is een departement van Benin. De hoofdstad, Porto-Novo, is tevens de hoofdstad van Benin. In 2006 woonden er bijna 790.000 mensen in het departement van bijna 1900 vierkante kilometer. De meesten onder hen behoren tot de Gun (32,9%), de Ouémé (22%) en de Fon (15,4%). Andere bevolkingsgroepen in de regio zijn de Joruba en de Adja. Twee derde (67%) van de bevolking is christen. De islam wordt beleden door 12,1 procent van de bevolking en elf procent hangt de inheemse godsdiensten aan.

## Grenzen
Ouémé ligt in het zuidoosten van Benin. Het departement heeft in het zuiden een kustlijn aan de Golf van Guinee, en grenst in het zuidoosten aan de zuidwestelijke staat Lagos van buurland Nigeria. In het noordoosten wordt Ouémé begrensd door het buurdepartement Plateau, in het noorden door Zou, in het westen door Atlantique en aan de kust in het zuidwesten aan het kleine Littoral.

## Geschiedenis
Ouémé was een van de zes provincies van Benin zoals die bestonden voor 15 januari 1999. Op die datum werden alle provincies in tweeën gesplitst tot departementen. Het noordoostelijke deel van Ouémé werd daarbij het departement Plateau.

## Communes
Het departement is onderverdeeld in negen communes:
- Adjarra
- Adjohoun
- Aguégués
- Akpro-Missérété
- Avrankou
- Bonou
- Dangbo
- Porto-Novo
- Sèmè-Kpodji

Alibori · Atacora · Atlantique · Borgou · Collines · Donga · Couffo · Littoral · Mono · Ouémé · Plateau · Zou